# Блондинка и блондинка
«Блондинка и блондинка» (англ. Blonde and Blonder) — комедия 2008 года режиссёра Дина Хэмильтона о «глупых» блондинках.

## Сюжет
Две блондинки Ди и Дон познакомились на лётных курсах, позже, как оказалось, они ещё и соседки. Ди и Дон подружились и стали вместе искать работу танцовщицами.
По случайности бандиты Лео и Свон спутали их с наёмной убийцей, черноволосой Кэт, которую никто не видел, и наняли для убийства мистера Вонга, хозяина отеля на Ниагарских водопадах, дав им задаток в 250 000 $. Ди и Дон посчитали, что их наняли развлечь мистера Вонга.
Кэт хотела завершить свой «бизнес» и передать его своей ученице Кит. Узнав, о том, что «заказ» ушёл к другим, они решили отомстить.
Пока Ди была с Вонгом, Дон выиграла в казино крупную сумму денег. После ареста федеральными агентами Кэт, Кит и мистера Вонга, Ди и Дон купили ферму для содержания черепах.

## В ролях
- Памела Андерсон — Ди
- Дениз Ричардс — Дон
- Эммануэль Вогье — Кэт
- Меган Ори — Кит
- Кевин Фарли — Лео
- Джон Фарли — Свон
- Байрон Мэнн — мистер Вонг